# Elezioni comunali in Piemonte del 1975

## Provincia di Torino

### Torino
| Partito                                                          | Partito                                     | Voti    | %     | Seggi | Differenza (%) | /       |
| ---------------------------------------------------------------- | ------------------------------------------- | ------- | ----- | ----- | -------------- | ------- |
|                                                                  | Partito Comunista Italiano                  | 306 057 | 37,85 | 31    | 8,95           | 7       |
|                                                                  | Democrazia Cristiana                        | 195 242 | 24,15 | 20    | 3,74           | 3       |
|                                                                  | Partito Socialista Italiano                 | 103 109 | 12,75 | 10    | 2,23           | 2       |
|                                                                  | Partito Socialista Democratico Italiano     | 60 615  | 7,50  | 6     | 1,50           | 1       |
|                                                                  | Movimento Sociale Italiano-Destra Nazionale | 48 315  | 5,98  | 5     | 1,08           | 1       |
|                                                                  | Partito Liberale Italiano                   | 44 851  | 5,55  | 4     | 5,27           | 4       |
|                                                                  | Partito Repubblicano Italiano               | 36 718  | 4,54  | 3     | 0,52           | Stabile |
|                                                                  | Democrazia Operaia                          | 10 444  | 1,29  | 1     | -              | 1       |
|                                                                  | Lavorare per la Città                       | 3 223   | 0,40  | 0     | -              | -       |
| Totale                                                           | Totale                                      | 808 594 | 100   | 80    |                |         |
| Votanti                                                          | Votanti                                     | 835 858 | 92,21 |       |                |         |
| Elettori                                                         | Elettori                                    | 905 519 | 100   |       |                |         |
| Fonte: Archivio storico delle elezioni - Ministero dell'Interno. |                                             |         |       |       |                |         |

### Alpignano
| Partito                                                          | Partito                                 | Voti  | %     | Seggi | Differenza (%) | /       |
| ---------------------------------------------------------------- | --------------------------------------- | ----- | ----- | ----- | -------------- | ------- |
|                                                                  | Partito Comunista Italiano              | 3 294 | 40,21 | 13    | 1,19           | 4       |
|                                                                  | Democrazia Cristiana                    | 1 650 | 20,14 | 6     | 9,65           | Stabile |
|                                                                  | Partito Socialista Italiano             | 956   | 11,67 | 4     | 0,88           | 2       |
|                                                                  | Indipendenti di Sinistra                | 697   | 8,51  | 2     | 4,94           | 2       |
|                                                                  | Indipendenti                            | 651   | 7,95  | 2     | 2,15           | Stabile |
|                                                                  | Partito Socialista Democratico Italiano | 510   | 6,22  | 1     | -              | -       |
|                                                                  | Partito Repubblicano Italiano           | 435   | 5,31  | 1     | -              | 1       |
| Totale                                                           | Totale                                  | 8 193 | 100   | 30    |                |         |
| Votanti                                                          | Votanti                                 | 8 520 | 95,30 |       |                |         |
| Elettori                                                         | Elettori                                | 8 940 | 100   |       |                |         |
| Fonte: Archivio storico delle elezioni - Ministero dell'Interno. |                                         |       |       |       |                |         |

### Beinasco
| Partito                                                          | Partito                                 | Voti   | %     | Seggi | Differenza (%) | /       |
| ---------------------------------------------------------------- | --------------------------------------- | ------ | ----- | ----- | -------------- | ------- |
|                                                                  | Partito Comunista Italiano              | 5 956  | 52,87 | 17    | 5,39           | 6       |
|                                                                  | Democrazia Cristiana                    | 2 834  | 29,33 | 6     | 4,17           | 2       |
|                                                                  | Partito Socialista Italiano             | 1 706  | 15,14 | 4     | 4,58           | 2       |
|                                                                  | Partito Socialista Democratico Italiano | 495    | 4,39  | 1     | 1,60           | Stabile |
|                                                                  | Partito Repubblicano Italiano           | 275    | 2,44  | 0     | -              | -       |
| Totale                                                           | Totale                                  | 11 266 | 100   | 30    |                |         |
| Votanti                                                          | Votanti                                 | 11 738 | 95,77 |       |                |         |
| Elettori                                                         | Elettori                                | 12 257 | 100   |       |                |         |
| Fonte: Archivio storico delle elezioni - Ministero dell'Interno. |                                         |        |       |       |                |         |

### Carmagnola
| Partito                                                          | Partito                                     | Voti   | %     | Seggi | Differenza (%) | /       |
| ---------------------------------------------------------------- | ------------------------------------------- | ------ | ----- | ----- | -------------- | ------- |
|                                                                  | Democrazia Cristiana                        | 6 566  | 46,10 | 15    | 6,08           | 2       |
|                                                                  | Partito Comunista Italiano                  | 3 092  | 21,71 | 7     | 5,70           | 2       |
|                                                                  | Partito Socialista Italiano                 | 1 658  | 11,64 | 4     | 2,18           | Stabile |
|                                                                  | Partito Socialista Democratico Italiano     | 1 219  | 8,56  | 2     | 2,44           | 1       |
|                                                                  | Partito Liberale Italiano                   | 682    | 4,79  | 1     | 2,66           | Stabile |
|                                                                  | Movimento Sociale Italiano-Destra Nazionale | 472    | 2,96  | 1     | 1,06           | 1       |
|                                                                  | Democrazia Operaia                          | 345    | 2,42  | 0     | –              | Stabile |
|                                                                  | Partito Repubblicano Italiano               | 258    | 1,81  | 0     | –              | Stabile |
| Totale                                                           | Totale                                      | 14 242 | 100   | 30    |                |         |
| Votanti                                                          | Votanti                                     | 15 074 | 95,08 |       |                |         |
| Elettori                                                         | Elettori                                    | 15 854 | 100   |       |                |         |
| Fonte: Archivio storico delle elezioni - Ministero dell'Interno. |                                             |        |       |       |                |         |

### Chieri
| Partito                                                          | Partito                                     | Voti   | %     | Seggi | Differenza (%) | / |
| ---------------------------------------------------------------- | ------------------------------------------- | ------ | ----- | ----- | -------------- | - |
|                                                                  | Democrazia Cristiana                        | 8 333  | 44,43 | 19    | 7,23           | 2 |
|                                                                  | Partito Comunista Italiano                  | 5 452  | 27,32 | 12    | 6,44           | 6 |
|                                                                  | Partito Socialista Italiano                 | 2 274  | 11,31 | 4     | 0,86           | 1 |
|                                                                  | Partito Liberale Italiano                   | 992    | 4,93  | 2     | 6,14           | 1 |
|                                                                  | Partito Socialista Democratico Italiano     | 863    | 4,29  | 1     | –              | 1 |
|                                                                  | Partito Repubblicano Italiano               | 857    | 4,26  | 1     | 2,74           | 1 |
|                                                                  | Movimento Sociale Italiano-Destra Nazionale | 694    | 3,45  | 1     | –              | 1 |
| Totale                                                           | Totale                                      | 20 105 | 100   | 40    |                |   |
| Votanti                                                          | Votanti                                     | 21 079 | 94,43 |       |                |   |
| Elettori                                                         | Elettori                                    | 22 323 | 100   |       |                |   |
| Fonte: Archivio storico delle elezioni - Ministero dell'Interno. |                                             |        |       |       |                |   |

### Chivasso
| Partito                                                          | Partito                                     | Voti   | %     | Seggi | Differenza (%) | / |
| ---------------------------------------------------------------- | ------------------------------------------- | ------ | ----- | ----- | -------------- | - |
|                                                                  | Democrazia Cristiana                        | 5 803  | 33,45 | 11    | 2,95           | 2 |
|                                                                  | Partito Comunista Italiano                  | 5 318  | 30,66 | 10    | 5,45           | 2 |
|                                                                  | Partito Socialista Italiano                 | 2 691  | 15,51 | 5     | 2,18           | 1 |
|                                                                  | Partito Repubblicano Italiano               | 1 085  | 6,26  | 2     | –              | 2 |
|                                                                  | Partito Liberale Italiano                   | 911    | 5,25  | 1     | 0,69           | 1 |
|                                                                  | Partito Socialista Democratico Italiano     | 883    | 5,09  | 1     | 2,81           | 1 |
|                                                                  | Movimento Sociale Italiano-Destra Nazionale | 580    | 2,88  | 0     | 1,04           | 1 |
|                                                                  | Indipendenti                                | 155    | 0,89  | 0     | 3,61           | 1 |
| Totale                                                           | Totale                                      | 17 346 | 100   | 30    |                |   |
| Votanti                                                          | Votanti                                     | 18 134 | 94,03 |       |                |   |
| Elettori                                                         | Elettori                                    | 19 285 | 100   |       |                |   |
| Fonte: Archivio storico delle elezioni - Ministero dell'Interno. |                                             |        |       |       |                |   |

### Cirié
| Partito                                                          | Partito                                 | Voti   | %     | Seggi | Differenza (%) | /       |
| ---------------------------------------------------------------- | --------------------------------------- | ------ | ----- | ----- | -------------- | ------- |
|                                                                  | Democrazia Cristiana                    | 4 391  | 39,96 | 12    | 3,82           | 2       |
|                                                                  | Partito Comunista Italiano              | 3 599  | 32,75 | 10    | 8,25           | 2       |
|                                                                  | Partito Socialista Italiano             | 1 748  | 15,91 | 5     | 0,97           | Stabile |
|                                                                  | Partito Socialista Democratico Italiano | 676    | 6,15  | 2     | 1,81           | 1       |
|                                                                  | Partito Liberale Italiano               | 575    | 5,23  | 1     | 1,78           | 1       |
| Totale                                                           | Totale                                  | 10 989 | 100   | 30    |                |         |
| Votanti                                                          | Votanti                                 | 11 563 | 93,84 |       |                |         |
| Elettori                                                         | Elettori                                | 12 322 | 100   |       |                |         |
| Fonte: Archivio storico delle elezioni - Ministero dell'Interno. |                                         |        |       |       |                |         |

### Collegno
| Partito                                                          | Partito                                 | Voti   | %     | Seggi | Differenza (%) | /       |
| ---------------------------------------------------------------- | --------------------------------------- | ------ | ----- | ----- | -------------- | ------- |
|                                                                  | Partito Comunista Italiano              | 14 761 | 50,69 | 21    | 6,39           | 7       |
|                                                                  | Democrazia Cristiana                    | 5 731  | 19,68 | 8     | 2,20           | 1       |
|                                                                  | Partito Socialista Italiano             | 4 357  | 14,96 | 6     | 2,71           | 3       |
|                                                                  | Partito Socialista Democratico Italiano | 1 893  | 6,84  | 2     | 3,32           | 1       |
|                                                                  | Partito Liberale Italiano               | 1 403  | 4,83  | 2     | 3,32           | Stabile |
|                                                                  | Partito Repubblicano Italiano           | 871    | 2,99  | 1     | -              | 1       |
| Totale                                                           | Totale                                  | 29 121 | 100   | 40    |                |         |
| Votanti                                                          | Votanti                                 | 30 142 | 95,22 |       |                |         |
| Elettori                                                         | Elettori                                | 31 656 | 100   |       |                |         |
| Fonte: Archivio storico delle elezioni - Ministero dell'Interno. |                                         |        |       |       |                |         |

### Grugliasco
| Partito                                                          | Partito                                     | Voti   | %     | Seggi | Differenza (%) | /       |
| ---------------------------------------------------------------- | ------------------------------------------- | ------ | ----- | ----- | -------------- | ------- |
|                                                                  | Partito Comunista Italiano                  | 10 350 | 52,46 | 23    | 6,66           | 9       |
|                                                                  | Democrazia Cristiana                        | 3 792  | 19,22 | 8     | 8,80           | 1       |
|                                                                  | Partito Socialista Italiano                 | 3 491  | 17,69 | 7     | 0,46           | 4       |
|                                                                  | Partito Socialista Democratico Italiano     | 1 178  | 5,97  | 2     |                | 2       |
|                                                                  | Movimento Sociale Italiano-Destra Nazionale | 497    | 2,52  | 1     | 0,66           | Stabile |
|                                                                  | Partito Liberale Italiano                   | 423    | 2,14  | 0     | -              | -       |
| Totale                                                           | Totale                                      | 19 731 | 100   | 40    |                |         |
| Votanti                                                          | Votanti                                     | 20 464 | 94,63 |       |                |         |
| Elettori                                                         | Elettori                                    | 21 626 | 100   |       |                |         |
| Fonte: Archivio storico delle elezioni - Ministero dell'Interno. |                                             |        |       |       |                |         |

### Ivrea
| Partito                                                          | Partito                                     | Voti   | %     | Seggi | Differenza (%) | /       |
| ---------------------------------------------------------------- | ------------------------------------------- | ------ | ----- | ----- | -------------- | ------- |
|                                                                  | Partito Comunista Italiano                  | 5 448  | 27,98 | 9     | 8,13           | 3       |
|                                                                  | Democrazia Cristiana                        | 4 327  | 22,82 | 7     | 6,32           | 2       |
|                                                                  | Partito Socialista Italiano                 | 3 390  | 17,41 | 6     | 5,39           | 2       |
|                                                                  | Partito Socialista Democratico Italiano     | 2 090  | 10,63 | 3     | 3,10           | 1       |
|                                                                  | Partito Repubblicano Italiano               | 1 841  | 9,46  | 2     | 1,44           | 1       |
|                                                                  | Partito Liberale Italiano                   | 911    | 3,24  | 1     | 2,70           | 1       |
|                                                                  | Movimento Sociale Italiano-Destra Nazionale | 761    | 3,91  | 1     | 0,12           | Stabile |
|                                                                  | Democrazia Proletaria                       | 562    | 2,89  | 0     |                |         |
|                                                                  | Indipendenti                                | 441    | 2,40  | 0     | 2,09           | 1       |
| Totale                                                           | Totale                                      | 19 471 | 100   | 30    |                |         |
| Votanti                                                          | Votanti                                     | 20 180 | 93,63 |       |                |         |
| Elettori                                                         | Elettori                                    | 21 554 | 100   |       |                |         |
| Fonte: Archivio storico delle elezioni - Ministero dell'Interno. |                                             |        |       |       |                |         |

### Moncalieri
| Partito                                                          | Partito                                     | Voti   | %     | Seggi | Differenza (%) | /       |
| ---------------------------------------------------------------- | ------------------------------------------- | ------ | ----- | ----- | -------------- | ------- |
|                                                                  | Partito Comunista Italiano                  | 15 278 | 38,37 | 17    | 8,44           | 4       |
|                                                                  | Democrazia Cristiana                        | 10 558 | 26,52 | 11    | 9,85           | 4       |
|                                                                  | Partito Socialista Italiano                 | 6 760  | 16,98 | 7     | 6,01           | 3       |
|                                                                  | Partito Socialista Democratico Italiano     | 2 454  | 6,16  | 2     | 0,12           | Stabile |
|                                                                  | Partito Liberale Italiano                   | 1 661  | 4,17  | 1     | 2,81           | 2       |
|                                                                  | Partito Repubblicano Italiano               | 1 613  | 4,05  | 1     | 1,27           | Stabile |
|                                                                  | Movimento Sociale Italiano-Destra Nazionale | 1 493  | 3,75  | 1     | 1,27           | Stabile |
| Totale                                                           | Totale                                      | 39 817 | 100   | 40    |                |         |
| Votanti                                                          | Votanti                                     | 41 502 | 93,99 |       |                |         |
| Elettori                                                         | Elettori                                    | 44 157 | 100   |       |                |         |
| Fonte: Archivio storico delle elezioni - Ministero dell'Interno. |                                             |        |       |       |                |         |

### Nichelino
| Partito                                                          | Partito                                      | Voti   | %     | Seggi | Differenza (%) | /       |
| ---------------------------------------------------------------- | -------------------------------------------- | ------ | ----- | ----- | -------------- | ------- |
|                                                                  | Partito Comunista Italiano                   | 14 073 | 50,33 | 21    | 11,94          | 8       |
|                                                                  | Democrazia Cristiana                         | 6 169  | 22,06 | 9     | 7,50           | 1       |
|                                                                  | Partito Socialista Italiano                  | 3 982  | 14,24 | 6     | 1,64           | 2       |
|                                                                  | Partito Socialista Democratico Italiano      | 1 505  | 5,38  | 2     | 3,11           | Stabile |
|                                                                  | Partito Liberale Italiano                    | 1 021  | 3,65  | 1     | 1,47           | Stabile |
|                                                                  | Movimento Sociale Italiano- Destra Nazionale | 1 613  | 4,05  | 1     | 0,15           | 1       |
|                                                                  | Partito Repubblicano Italiano                | 584    | 1,98  | 0     | 0,89           | Stabile |
| Totale                                                           | Totale                                       | 27 960 | 100   | 40    |                |         |
| Votanti                                                          | Votanti                                      | 28 991 | 94,74 |       |                |         |
| Elettori                                                         | Elettori                                     | 30 602 | 100   |       |                |         |
| Fonte: Archivio storico delle elezioni - Ministero dell'Interno. |                                              |        |       |       |                |         |

### Orbassano
| Partito                                                          | Partito                                 | Voti   | %     | Seggi | Differenza (%) | /       |
| ---------------------------------------------------------------- | --------------------------------------- | ------ | ----- | ----- | -------------- | ------- |
|                                                                  | Partito Comunista Italiano              | 4 320  | 38,13 | 12    | 2,55           | 4       |
|                                                                  | Democrazia Cristiana                    | 2 062  | 18,20 | 6     | 10,32          | Stabile |
|                                                                  | Partito Socialista Italiano             | 2 048  | 18,08 | 6     | 4,77           | 2       |
|                                                                  | Indipendenti di Sinistra                | 1 149  | 10,14 | 3     | 2,41           | 1       |
|                                                                  | Partito Liberale Italiano               | 842    | 7,43  | 2     |                | 2       |
|                                                                  | Partito Socialista Democratico Italiano | 560    | 4,94  | 1     | 0,84           | Stabile |
|                                                                  | Partito Repubblicano Italiano           | 349    | 3,08  | 1     |                | 1       |
| Totale                                                           | Totale                                  | 11 330 | 100   | 30    |                |         |
| Votanti                                                          | Votanti                                 | 11 837 | 95,03 |       |                |         |
| Elettori                                                         | Elettori                                | 12 456 | 100   |       |                |         |
| Fonte: Archivio storico delle elezioni - Ministero dell'Interno. |                                         |        |       |       |                |         |

### Pinerolo
| Partito                                                          | Partito                                     | Voti   | %     | Seggi | Differenza (%) | /       |
| ---------------------------------------------------------------- | ------------------------------------------- | ------ | ----- | ----- | -------------- | ------- |
|                                                                  | Democrazia Cristiana                        | 8 578  | 34,24 | 15    | 3,61           | 2       |
|                                                                  | Partito Comunista Italiano                  | 6 046  | 24,14 | 10    | 6,07           | 4       |
|                                                                  | Partito Socialista Italiano                 | 2 989  | 11,93 | 5     | 2,82           | 2       |
|                                                                  | Partito Socialista Democratico Italiano     | 2 223  | 8,97  | 3     | 2,24           | Stabile |
|                                                                  | Partito Liberale Italiano                   | 1 979  | 7,88  | 3     | 5,91           | 1       |
|                                                                  | Partito Repubblicano Italiano               | 1 094  | 4,37  | 1     | 2,00           | 1       |
|                                                                  | Democrazia Proletaria                       | 841    | 3,36  | 1     | -              | 1       |
|                                                                  | Movimento Sociale Italiano-Destra Nazionale | 683    | 2,73  | 1     | 0,52           | 1       |
|                                                                  | Indipendenti                                | 622    | 2,42  | 1     | 0,16           | Stabile |
| Totale                                                           | Totale                                      | 25 049 | 100   | 40    |                |         |
| Votanti                                                          | Votanti                                     | 26 304 | 93,51 |       |                |         |
| Elettori                                                         | Elettori                                    | 28 129 | 100   |       |                |         |
| Fonte: Archivio storico delle elezioni - Ministero dell'Interno. |                                             |        |       |       |                |         |

### Piossasco
| Partito                                                          | Partito                                 | Voti  | %     | Seggi | Differenza (%) | / |
| ---------------------------------------------------------------- | --------------------------------------- | ----- | ----- | ----- | -------------- | - |
|                                                                  | Partito Comunista Italiano              | 2 721 | 35,06 | 7     | -              | - |
|                                                                  | Unità Democratica                       | 2 106 | 27,13 | 6     | -              | - |
|                                                                  | Democrazia Cristiana                    | 1 272 | 16,39 | 3     | -              | - |
|                                                                  | Partito Socialista Italiano             | 694   | 8,94  | 2     | -              | - |
|                                                                  | Partito Socialista Democratico Italiano | 528   | 6,80  | 1     | -              | - |
|                                                                  | Indipendenti                            | 441   | 5,68  | 1     | -              | - |
| Totale                                                           | Totale                                  | 7 762 | 100   | 20    |                |   |
| Votanti                                                          | Votanti                                 | 8 116 | 94,98 |       |                |   |
| Elettori                                                         | Elettori                                | 8 545 | 100   |       |                |   |
| Fonte: Archivio storico delle elezioni - Ministero dell'Interno. |                                         |       |       |       |                |   |

### Rivalta di Torino
| Partito                                                          | Partito                                 | Voti  | %     | Seggi | Differenza (%) | / |
| ---------------------------------------------------------------- | --------------------------------------- | ----- | ----- | ----- | -------------- | - |
|                                                                  | Democrazia Cristiana                    | 2 910 | 39,80 | 13    |                |   |
|                                                                  | Partito Comunista Italiano              | 2 773 | 37,92 | 12    |                |   |
|                                                                  | Partito Socialista Italiano             | 1 081 | 14,78 | 4     |                |   |
|                                                                  | Partito Socialista Democratico Italiano | 338   | 4,62  | 1     |                |   |
|                                                                  | Indipendenti di Sinistra                | 210   | 2,87  | 0     |                |   |
| Totale                                                           | Totale                                  | 7 312 | 100   | 30    |                |   |
| Votanti                                                          | Votanti                                 | 7 661 | 94,71 |       |                |   |
| Elettori                                                         | Elettori                                | 8 086 | 100   |       |                |   |
| Fonte: Archivio storico delle elezioni - Ministero dell'Interno. |                                         |       |       |       |                |   |

### Rivoli
| Partito                                                          | Partito                                 | Voti   | %     | Seggi | Differenza (%) | /       |
| ---------------------------------------------------------------- | --------------------------------------- | ------ | ----- | ----- | -------------- | ------- |
|                                                                  | Partito Comunista Italiano              | 13 346 | 45,50 | 19    | 9,37           | 7       |
|                                                                  | Democrazia Cristiana                    | 6 169  | 21,88 | 8     | 2,31           | Stabile |
|                                                                  | Partito Socialista Italiano             | 4 977  | 15,79 | 7     | 4,70           | 4       |
|                                                                  | Partito Liberale Italiano               | 2 437  | 7,73  | 3     | 0,82           | Stabile |
|                                                                  | Partito Socialista Democratico Italiano | 1 891  | 6,90  | 2     | 1,26           | 1       |
|                                                                  | Partito Repubblicano Italiano           | 981    | 3,11  | 1     | –              | 1       |
| Totale                                                           | Totale                                  | 31 529 | 100   | 40    |                |         |
| Votanti                                                          | Votanti                                 | 32 763 | 94,78 |       |                |         |
| Elettori                                                         | Elettori                                | 34 568 | 100   |       |                |         |
| Fonte: Archivio storico delle elezioni - Ministero dell'Interno. |                                         |        |       |       |                |         |

### San Mauro Torinese
| Partito                                                          | Partito                                 | Voti  | %     | Seggi | Differenza (%) | /       |
| ---------------------------------------------------------------- | --------------------------------------- | ----- | ----- | ----- | -------------- | ------- |
|                                                                  | Partito Comunista Italiano              | 2 898 | 33,23 | 11    | 3,15           | 4       |
|                                                                  | Democrazia Cristiana                    | 2 838 | 32,54 | 10    | 3,08           | 4       |
|                                                                  | Partito Socialista Italiano             | 1 045 | 11,98 | 4     | 3,47           | 2       |
|                                                                  | Mista di Centro                         | 939   | 10,77 | 3     | 1,01           | 1       |
|                                                                  | Partito Socialista Democratico Italiano | 426   | 4,88  | 1     | 0,38           | Stabile |
|                                                                  | Lista Civica                            | 322   | 3,69  | 1     | 5,92           | 1       |
|                                                                  | Partito Repubblicano Italiano           | 253   | 2,90  | 0     | 0,53           | Stabile |
| Totale                                                           | Totale                                  | 8 721 | 100   | 30    |                |         |
| Votanti                                                          | Votanti                                 | 9 114 | 95,01 |       |                |         |
| Elettori                                                         | Elettori                                | 9 593 | 100   |       |                |         |
| Fonte: Archivio storico delle elezioni - Ministero dell'Interno. |                                         |       |       |       |                |         |

### Settimo Torinese
| Partito                                                          | Partito                                     | Voti   | %     | Seggi | Differenza (%) | /       |
| ---------------------------------------------------------------- | ------------------------------------------- | ------ | ----- | ----- | -------------- | ------- |
|                                                                  | Partito Comunista Italiano                  | 12 768 | 47,56 | 20    | 8,16           | 7       |
|                                                                  | Democrazia Cristiana                        | 5 731  | 22,10 | 9     | 3,16           | 1       |
|                                                                  | Partito Socialista Italiano                 | 4 275  | 15,92 | 6     | 4,28           | 3       |
|                                                                  | Partito Socialista Democratico Italiano     | 1 448  | 5,39  | 2     | 2,63           | Stabile |
|                                                                  | Partito Liberale Italiano                   | 918    | 3,42  | 1     | 2,65           | 1       |
|                                                                  | Movimento Sociale Italiano-Destra Nazionale | 757    | 2,82  | 1     | 0,72           | 1       |
|                                                                  | Partito Repubblicano Italiano               | 727    | 2,71  | 1     | 0,72           | Stabile |
| Totale                                                           | Totale                                      | 26 848 | 100   | 40    |                |         |
| Votanti                                                          | Votanti                                     | 27 925 | 95,34 |       |                |         |
| Elettori                                                         | Elettori                                    | 29 289 | 100   |       |                |         |
| Fonte: Archivio storico delle elezioni - Ministero dell'Interno. |                                             |        |       |       |                |         |

### Venaria Reale
| Partito                                                          | Partito                                 | Voti   | %     | Seggi | Differenza (%) | /       |
| ---------------------------------------------------------------- | --------------------------------------- | ------ | ----- | ----- | -------------- | ------- |
|                                                                  | Partito Comunista Italiano              | 6 884  | 45,01 | 14    | 2,64           | 1       |
|                                                                  | Democrazia Cristiana                    | 3 273  | 21,40 | 7     | 7,56           | 2       |
|                                                                  | Partito Socialista Italiano             | 2 390  | 15,63 | 5     | 6,03           | 2       |
|                                                                  | Partito Socialista Democratico Italiano | 1 215  | 7,94  | 2     | 1,24           | 1       |
|                                                                  | Lista Civica                            | 658    | 4,30  | 1     | –              | 1       |
|                                                                  | Partito Liberale Italiano               | 415    | 2,71  | 0     | 1,24           | 1       |
|                                                                  | Democrazia Operaia                      | 271    | 1,77  | 0     | –              | –       |
|                                                                  | Partito Repubblicano Italiano           | 189    | 1,24  | 0     | 0,14           | Stabile |
| Totale                                                           | Totale                                  | 15 295 | 100   | 30    |                |         |
| Votanti                                                          | Votanti                                 | 15 943 | 94,75 |       |                |         |
| Elettori                                                         | Elettori                                | 16 827 | 100   |       |                |         |
| Fonte: Archivio storico delle elezioni - Ministero dell'Interno. |                                         |        |       |       |                |         |

## Provincia di Alessandria

### Alessandria
| Partito                                                          | Partito                                     | Voti   | %     | Seggi | Differenza (%) | /       |
| ---------------------------------------------------------------- | ------------------------------------------- | ------ | ----- | ----- | -------------- | ------- |
|                                                                  | Partito Comunista Italiano                  | 27 845 | 38,10 | 20    | 4,25           | 5       |
|                                                                  | Democrazia Cristiana                        | 17 629 | 24,12 | 13    | 5,14           | 1       |
|                                                                  | Partito Socialista Italiano                 | 14 267 | 19,52 | 10    | 5,08           | 4       |
|                                                                  | Partito Socialista Democratico Italiano     | 4 965  | 6,79  | 3     | 1,70           | Stabile |
|                                                                  | Movimento Sociale Italiano-Destra Nazionale | 3 237  | 4,43  | 2     | 0,87           | 1       |
|                                                                  | Partito Repubblicano Italiano               | 2 621  | 3,59  | 1     | 1,81           | 1       |
|                                                                  | Partito Liberale Italiano                   | 2 110  | 2,89  | 1     | 1,78           | 1       |
|                                                                  | Unione Popolare                             | 407    | 0,56  | 0     | –              | –       |
| Totale                                                           | Totale                                      | 73 081 | 100   | 50    |                |         |
| Votanti                                                          | Votanti                                     | 75 569 | 94,86 |       |                |         |
| Elettori                                                         | Elettori                                    | 79 661 | 100   |       |                |         |
| Fonte: Archivio storico delle elezioni - Ministero dell'Interno. |                                             |        |       |       |                |         |

### Acqui Terme
| Partito                                                          | Partito                                 | Voti   | %     | Seggi | Differenza (%) | /       |
| ---------------------------------------------------------------- | --------------------------------------- | ------ | ----- | ----- | -------------- | ------- |
|                                                                  | Partito Comunista Italiano              | 7 036  | 43,73 | 14    | –              | 2       |
|                                                                  | Democrazia Cristiana                    | 4 428  | 27,52 | 8     | –              | 2       |
|                                                                  | Partito Socialista Italiano             | 1 672  | 10,39 | 3     | –              | Stabile |
|                                                                  | Partito Socialista Democratico Italiano | 1 125  | 6,99  | 2     | –              | 1       |
|                                                                  | Partito Repubblicano Italiano           | 680    | 4,23  | 1     | –              | 1       |
|                                                                  | Partito Liberale Italiano               | 649    | 4,03  | 1     | –              | Stabile |
|                                                                  | Movimento Sociale Italiano              | 499    | 3,10  | 1     | –              | 1       |
| Totale                                                           | Totale                                  | 16 089 | 100   | 30    |                |         |
| Votanti                                                          | Votanti                                 | 16 757 | 93,78 |       |                |         |
| Elettori                                                         | Elettori                                | 17 868 | 100   |       |                |         |
| Fonte: Archivio storico delle elezioni - Ministero dell'Interno. |                                         |        |       |       |                |         |

### Casale Monferrato
| Partito                                                          | Partito                                      | Voti   | %     | Seggi | Differenza (%) | /       |
| ---------------------------------------------------------------- | -------------------------------------------- | ------ | ----- | ----- | -------------- | ------- |
|                                                                  | Partito Comunista Italiano                   | 10 025 | 32,70 | 14    | –              | 2       |
|                                                                  | Democrazia Cristiana                         | 7 750  | 25,28 | 11    | –              | 1       |
|                                                                  | Partito Socialista Italiano                  | 5 849  | 19,08 | 8     | –              | 3       |
|                                                                  | Partito Socialista Democratico Italiano      | 2 105  | 6,87  | 2     | –              | 2       |
|                                                                  | Partito Liberale Italiano                    | 1 845  | 6,02  | 2     | –              | 2       |
|                                                                  | Movimento Sociale Italiano-Destra Nazionale  | 1 266  | 4,13  | 1     | –              | Stabile |
|                                                                  | Partito di Unità Proletaria per il Comunismo | 989    | 3,23  | 1     | –              | 1       |
|                                                                  | Partito Repubblicano Italiano                | 829    | 2,70  | 1     | –              | 1       |
| Totale                                                           | Totale                                       | 30 658 | 100   | 40    |                |         |
| Votanti                                                          | Votanti                                      | 32 066 | 94,20 |       |                |         |
| Elettori                                                         | Elettori                                     | 34 041 | 100   |       |                |         |
| Fonte: Archivio storico delle elezioni - Ministero dell'Interno. |                                              |        |       |       |                |         |

### Novi Ligure
| Partito                                                          | Partito                                      | Voti   | %     | Seggi | Differenza (%) | / |
| ---------------------------------------------------------------- | -------------------------------------------- | ------ | ----- | ----- | -------------- | - |
|                                                                  | Partito Comunista Italiano                   | 10 331 | 44,90 | 19    | –              | – |
|                                                                  | Democrazia Cristiana                         | 4 807  | 20,89 | 9     | –              | – |
|                                                                  | Partito Socialista Italiano                  | 3 141  | 13,65 | 5     | –              | – |
|                                                                  | Partito Liberale Italiano                    | 1 457  | 6,33  | 2     | –              | – |
|                                                                  | Partito Socialista Democratico Italiano      | 1 083  | 4,71  | 2     | –              | – |
|                                                                  | Movimento Sociale Italiano-Destra Nazionale  | 788    | 3,42  | 1     | –              | – |
|                                                                  | Partito Repubblicano Italiano                | 710    | 3,09  | 1     | –              | – |
|                                                                  | Partito di Unità Proletaria per il Comunismo | 692    | 3,01  | 1     | –              | – |
| Totale                                                           | Totale                                       | 23 009 | 100   | 40    |                |   |
| Votanti                                                          | Votanti                                      | 23 762 | 95,40 |       |                |   |
| Elettori                                                         | Elettori                                     | 24 908 | 100   |       |                |   |
| Fonte: Archivio storico delle elezioni - Ministero dell'Interno. |                                              |        |       |       |                |   |

### Tortona
| Partito                                                          | Partito                                     | Voti   | %     | Seggi | Differenza (%) | /       |
| ---------------------------------------------------------------- | ------------------------------------------- | ------ | ----- | ----- | -------------- | ------- |
|                                                                  | Partito Comunista Italiano                  | 7 809  | 37,27 | 12    | –              | 2       |
|                                                                  | Democrazia Cristiana                        | 5 406  | 26,04 | 8     | –              | 1       |
|                                                                  | Partito Socialista Democratico Italiano     | 3 081  | 14,71 | 4     | –              | −1      |
|                                                                  | Partito Socialista Italiano                 | 2 512  | 11,99 | 3     | –              | Stabile |
|                                                                  | Movimento Sociale Italiano-Destra Nazionale | 749    | 3,57  | 1     | –              | Stabile |
|                                                                  | Partito Liberale Italiano                   | 696    | 3,32  | 1     | –              | Stabile |
|                                                                  | Partito Repubblicano Italiano               | 652    | 3,11  | 1     | –              | 1       |
| Totale                                                           | Totale                                      | 20 952 | 100   | 30    |                |         |
| Votanti                                                          | Votanti                                     | 21 787 | 94,52 |       |                |         |
| Elettori                                                         | Elettori                                    | 23 049 | 100   |       |                |         |
| Fonte: Archivio storico delle elezioni - Ministero dell'Interno. |                                             |        |       |       |                |         |

## Provincia di Asti

### Asti
| Partito                                                          | Partito                                     | Voti   | %     | Seggi | Differenza (%) | /       |
| ---------------------------------------------------------------- | ------------------------------------------- | ------ | ----- | ----- | -------------- | ------- |
|                                                                  | Democrazia Cristiana                        | 18 539 | 34,58 | 15    | 4,01           | 2       |
|                                                                  | Partito Comunista Italiano                  | 17 078 | 31,91 | 13    | 7,55           | 3       |
|                                                                  | Partito Socialista Italiano                 | 6 707  | 12,54 | 5     | 3,73           | 2       |
|                                                                  | Partito Socialista Democratico Italiano     | 4 912  | 9,18  | 4     | 0,95           | Stabile |
|                                                                  | Partito Repubblicano Italiano               | 2 424  | 4,55  | 1     | 0,11           | 1       |
|                                                                  | Partito Liberale Italiano                   | 2 172  | 4,13  | 1     | 1,66           | 1       |
|                                                                  | Movimento Sociale Italiano-Destra Nazionale | 1 662  | 3,11  | 1     | 1,21           | Stabile |
| Totale                                                           | Totale                                      | 53 513 | 100   | 40    |                |         |
| Votanti                                                          | Votanti                                     | 55 935 | 94,14 |       |                |         |
| Elettori                                                         | Elettori                                    | 59 417 | 100   |       |                |         |
| Fonte: Archivio storico delle elezioni - Ministero dell'Interno. |                                             |        |       |       |                |         |

## Provincia di Cuneo

### Cuneo
| Partito                                                          | Partito                                     | Voti   | %     | Seggi | Differenza (%) | /       |
| ---------------------------------------------------------------- | ------------------------------------------- | ------ | ----- | ----- | -------------- | ------- |
|                                                                  | Democrazia Cristiana                        | 16 929 | 34,58 | 15    | 4,01           | 2       |
|                                                                  | Partito Socialista Italiano                 | 6 234  | 16,36 | 7     | 4,87           | 2       |
|                                                                  | Partito Comunista Italiano                  | 6 032  | 15,83 | 6     | 6,98           | 3       |
|                                                                  | Partito Socialista Democratico Italiano     | 2 937  | 7,71  | 3     | 0,25           | Stabile |
|                                                                  | Partito Liberale Italiano                   | 2 459  | 6,45  | 2     | 3,60           | 2       |
|                                                                  | Partito Repubblicano Italiano               | 2 409  | 6,32  | 2     | 2,69           | 2       |
|                                                                  | Movimento Sociale Italiano-Destra Nazionale | 1 095  | 2,87  | 1     | 0,88           | 1       |
| Totale                                                           | Totale                                      | 38 095 | 100   | 40    |                |         |
| Votanti                                                          | Votanti                                     | 39 317 | 94,38 |       |                |         |
| Elettori                                                         | Elettori                                    | 41 656 | 100   |       |                |         |
| Fonte: Archivio storico delle elezioni - Ministero dell'Interno. |                                             |        |       |       |                |         |

### Alba
| Partito                                                          | Partito                                     | Voti   | %     | Seggi | Differenza (%) | /       |
| ---------------------------------------------------------------- | ------------------------------------------- | ------ | ----- | ----- | -------------- | ------- |
|                                                                  | Democrazia Cristiana                        | 8 865  | 43,55 | 14    | -              | 1       |
|                                                                  | Partito Comunista Italiano                  | 3 802  | 18,68 | 6     | -              | 3       |
|                                                                  | Partito Socialista Italiano                 | 3 060  | 15,10 | 4     | -              | 1       |
|                                                                  | Partito Repubblicano Italiano               | 2 258  | 11,09 | 3     | -              | Stabile |
|                                                                  | Partito Socialista Democratico Italiano     | 1 276  | 6,27  | 2     | -              | Stabile |
|                                                                  | Partito Liberale Italiano                   | 745    | 3,66  | 1     | -              | 2       |
|                                                                  | Movimento Sociale Italiano-Destra Nazionale | 348    | 1,71  | 0     | -              | -       |
| Totale                                                           | Totale                                      | 20 354 | 100   | 30    |                |         |
| Votanti                                                          | Votanti                                     | 21 223 | 95,01 |       |                |         |
| Elettori                                                         | Elettori                                    | 22 337 | 100   |       |                |         |
| Fonte: Archivio storico delle elezioni - Ministero dell'Interno. |                                             |        |       |       |                |         |

### Bra
| Partito                                                          | Partito                                      | Voti   | %     | Seggi | Differenza (%) | / |
| ---------------------------------------------------------------- | -------------------------------------------- | ------ | ----- | ----- | -------------- | - |
|                                                                  | Democrazia Cristiana                         | 6 587  | 38,82 | 12    | -              | 3 |
|                                                                  | Partito Socialista Italiano                  | 4 397  | 25,91 | 8     | -              | 1 |
|                                                                  | Partito Comunista Italiano                   | 2 208  | 13,01 | 4     | -              | 2 |
|                                                                  | Partito Liberale Italiano                    | 1 246  | 7,36  | 2     | -              | 1 |
|                                                                  | Partito Socialista Democratico Italiano      | 1 069  | 6,30  | 2     | -              | 1 |
|                                                                  | Partito di Unità Proletaria per il Comunismo | 896    | 5,28  | 1     | -              | 1 |
|                                                                  | Partito Repubblicano Italiano                | 562    | 3,31  | 1     | -              | 2 |
| Totale                                                           | Totale                                       | 16 968 | 100   | 30    |                |   |
| Votanti                                                          | Votanti                                      | 17 804 | 95,59 |       |                |   |
| Elettori                                                         | Elettori                                     | 18 625 | 100   |       |                |   |
| Fonte: Archivio storico delle elezioni - Ministero dell'Interno. |                                              |        |       |       |                |   |

### Fossano
| Partito                                                          | Partito                                     | Voti   | %     | Seggi | Differenza (%) | /       |
| ---------------------------------------------------------------- | ------------------------------------------- | ------ | ----- | ----- | -------------- | ------- |
|                                                                  | Democrazia Cristiana                        | 6 428  | 42,14 | 14    | -              | 4       |
|                                                                  | Nuova Frontiera                             | 2 908  | 19,07 | 6     | -              | 9       |
|                                                                  | Partito Comunista Italiano                  | 2 163  | 14,18 | 4     | -              | 2       |
|                                                                  | Partito Socialista Italiano                 | 1 271  | 8,33  | 2     | -              | 1       |
|                                                                  | Partito Liberale Italiano                   | 883    | 5,79  | 2     | -              | 1       |
|                                                                  | Partito Repubblicano Italiano               | 667    | 4,37  | 1     | -              | 1       |
|                                                                  | Partito Socialista Democratico Italiano     | 650    | 4,26  | 1     | -              | Stabile |
|                                                                  | Movimento Sociale Italiano-Destra Nazionale | 283    | 1,86  | 0     | -              | Stabile |
| Totale                                                           | Totale                                      | 15 253 | 100   | 30    |                |         |
| Votanti                                                          | Votanti                                     | 16 006 | 95,49 |       |                |         |
| Elettori                                                         | Elettori                                    | 16 762 | 100   |       |                |         |
| Fonte: Archivio storico delle elezioni - Ministero dell'Interno. |                                             |        |       |       |                |         |

### Mondovì
| Partito                                                          | Partito                                          | Voti   | %     | Seggi | Differenza (%) | /       |
| ---------------------------------------------------------------- | ------------------------------------------------ | ------ | ----- | ----- | -------------- | ------- |
|                                                                  | Democrazia Cristiana                             | 6 622  | 43,91 | 14    | -              | Stabile |
|                                                                  | Partito Liberale Italiano-Cattolici Indipendenti | 3 006  | 19,93 | 6     | -              | 2       |
|                                                                  | Partito Socialista Italiano                      | 2 403  | 15,93 | 5     | -              | Stabile |
|                                                                  | Partito Comunista Italiano                       | 1 702  | 11,28 | 3     | -              | 1       |
|                                                                  | Partito Repubblicano Italiano                    | 777    | 5,15  | 1     | -              | 1       |
|                                                                  | Partito Socialista Democratico Italiano          | 572    | 3,79  | 1     | -              | Stabile |
| Totale                                                           | Totale                                           | 15 082 | 100   | 30    |                |         |
| Votanti                                                          | Votanti                                          | 15 709 | 93,86 |       |                |         |
| Elettori                                                         | Elettori                                         | 16 732 | 100   |       |                |         |
| Fonte: Archivio storico delle elezioni - Ministero dell'Interno. |                                                  |        |       |       |                |         |

### Saluzzo
| Partito                                                          | Partito                                     | Voti   | %     | Seggi | Differenza (%) | /       |
| ---------------------------------------------------------------- | ------------------------------------------- | ------ | ----- | ----- | -------------- | ------- |
|                                                                  | Democrazia Cristiana                        | 4 641  | 39,39 | 14    | -              | 2       |
|                                                                  | Partito Socialista Italiano                 | 2 182  | 17,53 | 6     | -              | 1       |
|                                                                  | Partito Comunista Italiano                  | 1 929  | 16,37 | 5     | -              | 1       |
|                                                                  | Partito Liberale Italiano                   | 1 293  | 10,98 | 3     | -              | 3       |
|                                                                  | Partito Socialista Democratico Italiano     | 963    | 8,17  | 2     | -              | 1       |
|                                                                  | Democrazia Operaia                          | 295    | 2,41  | 0     | -              | Stabile |
|                                                                  | Movimento Sociale Italiano-Destra Nazionale | 285    | 2,42  | 0     | -              | Stabile |
|                                                                  | Partito Repubblicano Italiano               | 193    | 1,64  | 0     | -              | Stabile |
| Totale                                                           | Totale                                      | 11 781 | 100   | 30    |                |         |
| Votanti                                                          | Votanti                                     | 12 236 | 93,26 |       |                |         |
| Elettori                                                         | Elettori                                    | 13 121 | 100   |       |                |         |
| Fonte: Archivio storico delle elezioni - Ministero dell'Interno. |                                             |        |       |       |                |         |

### Savigliano
| Partito                                                          | Partito                                     | Voti   | %     | Seggi | Differenza (%) | / |
| ---------------------------------------------------------------- | ------------------------------------------- | ------ | ----- | ----- | -------------- | - |
|                                                                  | Democrazia Cristiana                        | 5 955  | 45,14 | 15    | -              | - |
|                                                                  | Partito Comunista Italiano                  | 3 128  | 23,71 | 7     | -              | - |
|                                                                  | Partito Socialista Italiano                 | 1 909  | 14,47 | 4     | -              | - |
|                                                                  | Partito Socialista Democratico Italiano     | 885    | 6,71  | 2     | -              | - |
|                                                                  | Partito Liberale Italiano                   | 869    | 6,59  | 2     | -              | - |
|                                                                  | Partito Repubblicano Italiano               | 280    | 2,12  | 0     | -              | - |
|                                                                  | Movimento Sociale Italiano-Destra Nazionale | 165    | 1,25  | 0     | -              | - |
| Totale                                                           | Totale                                      | 13 191 | 100   | 30    |                |   |
| Votanti                                                          | Votanti                                     | 13 772 | 95,98 |       |                |   |
| Elettori                                                         | Elettori                                    | 14 349 | 100   |       |                |   |
| Fonte: Archivio storico delle elezioni - Ministero dell'Interno. |                                             |        |       |       |                |   |

## Provincia di Novara

### Arona
| Partito                                                          | Partito                                 | Voti   | %     | Seggi | Differenza (%) | /       |
| ---------------------------------------------------------------- | --------------------------------------- | ------ | ----- | ----- | -------------- | ------- |
|                                                                  | Democrazia Cristiana                    | 3 683  | 33,11 | 11    | 8,51           | 2       |
|                                                                  | Partito Comunista Italiano              | 2 949  | 26,52 | 8     | 9,23           | 3       |
|                                                                  | Partito Socialista Italiano             | 1 665  | 14,97 | 4     | 1,81           | 1       |
|                                                                  | Partito Socialista Democratico Italiano | 1 035  | 9,31  | 3     | 3,66           | 1       |
|                                                                  | Partito Repubblicano Italiano           | 768    | 6,91  | 2     | -              | 2       |
|                                                                  | Partito Liberale Italiano               | 525    | 4,72  | 1     | 2,82           | 1       |
|                                                                  | Movimento Sociale Italiano              | 497    | 4,46  | 1     | 0,66           | Stabile |
| Totale                                                           | Totale                                  | 11 122 | 100   | 30    |                |         |
| Votanti                                                          | Votanti                                 | 11 633 | 93,44 |       |                |         |
| Elettori                                                         | Elettori                                | 12 450 | 100   |       |                |         |
| Fonte: Archivio storico delle elezioni - Ministero dell'Interno. |                                         |        |       |       |                |         |

### Domodossola
| Partito                                                          | Partito                                     | Voti   | %     | Seggi | Differenza (%) | /       |
| ---------------------------------------------------------------- | ------------------------------------------- | ------ | ----- | ----- | -------------- | ------- |
|                                                                  | Partito Comunista Italiano                  | 4 392  | 33,07 | 10    | 10,22          | 3       |
|                                                                  | Democrazia Cristiana                        | 4 228  | 31,83 | 10    | 2,25           | 1       |
|                                                                  | Partito Socialista Italiano                 | 2 187  | 16,47 | 5     | 0,19           | Stabile |
|                                                                  | Partito Socialista Democratico Italiano     | 878    | 6,61  | 2     | 3,24           | 1       |
|                                                                  | Partito Liberale Italiano                   | 840    | 6,32  | 2     | 2,88           | 1       |
|                                                                  | Movimento Sociale Italiano-Destra Nazionale | 505    | 3,80  | 0     | 0,73           | Stabile |
|                                                                  | Partito Repubblicano Italiano               | 231    | 1,89  | 0     | 0,04           | Stabile |
| Totale                                                           | Totale                                      | 13 281 | 100   | 30    |                |         |
| Votanti                                                          | Votanti                                     | 13 800 | 91,74 |       |                |         |
| Elettori                                                         | Elettori                                    | 15 045 | 100   |       |                |         |
| Fonte: Archivio storico delle elezioni - Ministero dell'Interno. |                                             |        |       |       |                |         |

### Omegna
| Partito                                                          | Partito                                 | Voti   | %     | Seggi | Differenza (%) | / |
| ---------------------------------------------------------------- | --------------------------------------- | ------ | ----- | ----- | -------------- | - |
|                                                                  | Partito Comunista Italiano              | 5 291  | 47,50 | 15    | 6,19           | 2 |
|                                                                  | Democrazia Cristiana                    | 3 017  | 27,08 | 8     | 3,63           | 1 |
|                                                                  | Partito Socialista Italiano             | 1 332  | 12,14 | 4     | 0,60           | 1 |
|                                                                  | Partito Socialista Democratico Italiano | 589    | 5,29  | 1     | 1,21           | 1 |
|                                                                  | Partito Liberale Italiano               | 458    | 4,11  | 1     | 2,17           | 1 |
|                                                                  | Partito Repubblicano Italiano           | 433    | 3,89  | 1     | -              | 1 |
| Totale                                                           | Totale                                  | 11 140 | 100   | 30    |                |   |
| Votanti                                                          | Votanti                                 | 11 585 | 94,73 |       |                |   |
| Elettori                                                         | Elettori                                | 12 230 | 100   |       |                |   |
| Fonte: Archivio storico delle elezioni - Ministero dell'Interno. |                                         |        |       |       |                |   |

### Verbania
| Partito                                                          | Partito                                      | Voti   | %     | Seggi | Differenza (%) | /       |
| ---------------------------------------------------------------- | -------------------------------------------- | ------ | ----- | ----- | -------------- | ------- |
|                                                                  | Partito Comunista Italiano                   | 8 466  | 36,98 | 16    | 7,54           | 6       |
|                                                                  | Democrazia Cristiana                         | 5 726  | 25,01 | 10    | 6,64           | Stabile |
|                                                                  | Partito Socialista Italiano                  | 4 220  | 18,43 | 8     | 2,11           | 2       |
|                                                                  | Partito Socialista Democratico Italiano      | 1 299  | 5,37  | 2     | 0,31           | 1       |
|                                                                  | Intesa di Destra                             | 1 174  | 5,13  | 2     | –              | 2       |
|                                                                  | Partito di Unità Proletaria per il Comunismo | 895    | 3,91  | 1     | 2,85           | 1       |
|                                                                  | Partito Repubblicano Italiano                | 699    | 3,05  | 1     | 0,60           | 1       |
|                                                                  | Partito Liberale Italiano                    | 414    | 1,81  | 0     | 2,85           | 1       |
| Totale                                                           | Totale                                       | 22 893 | 100   | 40    |                |         |
| Votanti                                                          | Votanti                                      | 23 796 | 92,95 |       |                |         |
| Elettori                                                         | Elettori                                     | 25 601 | 100   |       |                |         |
| Fonte: Archivio storico delle elezioni - Ministero dell'Interno. |                                              |        |       |       |                |         |

## Provincia di Vercelli

### Vercelli
| Partito                                                                                             | Partito                                     | Voti   | %      | Seggi | Differenza (%) | /       |  |
| --------------------------------------------------------------------------------------------------- | ------------------------------------------- | ------ | ------ | ----- | -------------- | ------- |  |
| | Partito Comunista Italiano                  | 14 796 | 37,34  | 16    | 5,64           | 2       |  |
| | Democrazia Cristiana                        | 11 891 | 30,01  | 12    | 1,86           | 2       |  |
| | Partito Socialista Italiano                 | 5 420  | 13,68  | 5     | 2,88           | 1       |  |
| | Partito Socialista Democratico Italiano     | 2 395  | 6,05   | 2     | 0,48           | Stabile |  |
| | Partito Liberale Italiano                   | 2 022  | 5,10   | 2     | 1,95           | 1       |  |
| | Movimento Sociale Italiano-Destra Nazionale | 1 943  | 4,90   | 2     | 1,22           | 1       |  |
| | Partito Repubblicano Italiano               | 1 156  | 2,92   | 1     | 0,32           | Stabile |  |
| Totale                                                                                              | Totale                                      | 39 623 | 100,00 | 40    |                |         |  |
| Votanti                                                                                             | Votanti                                     | 41 093 | 94,83  |       |                |         |  |
| Elettori                                                                                            | Elettori                                    | 43 335 | 100,00 |       |                |         |  |
| Fonte: Archivio storico delle elezioni - Ministero dell'Interno, su elezionistorico.interno.gov.it. |                                             |        |        |       |                |         |  |

### Biella
| Partito                                                                                             | Partito                                     | Voti   | %      | Seggi | Differenza (%) | /       |  |
| --------------------------------------------------------------------------------------------------- | ------------------------------------------- | ------ | ------ | ----- | -------------- | ------- |  |
| | Partito Comunista Italiano                  | 11 752 | 30,56  | 12    | 5,36           | 1       |  |
| | Democrazia Cristiana                        | 10 980 | 28,55  | 12    | 3,35           | 2       |  |
| | Partito Socialista Italiano                 | 4 578  | 11,90  | 5     | 3,10           | 2       |  |
| | Partito Liberale Italiano                   | 4 302  | 11,19  | 4     | 4,61           | 2       |  |
| | Partito Socialista Democratico Italiano     | 2 959  | 7,69   | 3     | 0,79           | Stabile |  |
| | Movimento Sociale Italiano-Destra Nazionale | 2 014  | 5,24   | 2     | 0,44           | Stabile |  |
| | Partito Repubblicano Italiano               | 1 875  | 4,88   | 2     | 1,38           | 1       |  |
| Totale                                                                                              | Totale                                      | 38 460 | 100,00 | 40    |                |         |  |
| Votanti                                                                                             | Votanti                                     | 40 102 | 93,32  |       |                |         |  |
| Elettori                                                                                            | Elettori                                    | 42 972 | 100,00 |       |                |         |  |
| Fonte: Archivio storico delle elezioni - Ministero dell'Interno, su elezionistorico.interno.gov.it. |                                             |        |        |       |                |         |  |

### Borgosesia
| Partito                                                                                             | Partito                                     | Voti   | %      | Seggi | Differenza (%) | Differenza Seggi |
| --------------------------------------------------------------------------------------------------- | ------------------------------------------- | ------ | ------ | ----- | -------------- | ---------------- |
| | Partito Comunista Italiano                  | 3 363  | 30,16  | 10    | 8,76           | 3                |
| | Democrazia Cristiana                        | 2 929  | 26,27  | 8     | 5,09           | 2                |
| | Partito Socialista Italiano                 | 1 912  | 17,15  | 5     | 3,98           | 1                |
| | Partito Socialista Democratico Italiano     | 1 107  | 9,93   | 3     | 3,70           | 1                |
| | Partito Liberale Italiano                   | 827    | 7,42   | 2     | 0,20           | Stabile          |
| | Movimento Sociale Italiano-Destra Nazionale | 390    | 3,50   | 1     | 0,18           | 1                |
| | Partito Repubblicano Italiano               | 347    | 3,11   | 1     | 0,98           | 1                |
| | Indipendenti per il Socialismo              | 275    | 2,47   | 0     | –              | –                |
| Totale                                                                                              | Totale                                      | 11 150 | 100,00 | 30    |                |                  |
| Votanti                                                                                             | Votanti                                     | 11 625 | 93,86  |       |                |                  |
| Elettori                                                                                            | Elettori                                    | 12 386 | 100,00 |       |                |                  |
| Fonte: Archivio storico delle elezioni - Ministero dell'Interno, su elezionistorico.interno.gov.it. |                                             |        |        |       |                |                  |

### Cossato
| Partito                                                                                             | Partito                                     | Voti   | %      | Seggi | Differenza (%) | Differenza Seggi |
| --------------------------------------------------------------------------------------------------- | ------------------------------------------- | ------ | ------ | ----- | -------------- | ---------------- |
| | Partito Comunista Italiano                  | 5 435  | 50,67  | 16    | –              | –                |
| | Democrazia Cristiana                        | 2 283  | 21,28  | 7     | –              | –                |
| | Partito Socialista Italiano                 | 1 512  | 14,10  | 4     | –              | –                |
| | Partito Socialista Democratico Italiano     | 924    | 8,61   | 2     | –              | –                |
| | Partito Liberale Italiano                   | 329    | 3,07   | 1     | –              | –                |
| | Movimento Sociale Italiano-Destra Nazionale | 244    | 2,27   | 0     | –              | –                |
| Totale                                                                                              | Totale                                      | 10 727 | 100,00 | 30    |                |                  |
| Votanti                                                                                             | Votanti                                     | 11 279 | 94,46  |       |                |                  |
| Elettori                                                                                            | Elettori                                    | 11 941 | 100,00 |       |                |                  |
| Schede bianche                                                                                      | Schede bianche                              | 430    |        |       |                |                  |
| Schede non valide (incluse bianche)                                                                 | Schede non valide (incluse bianche)         | 552    |        |       |                |                  |
| Fonte: Archivio storico delle elezioni - Ministero dell'Interno, su elezionistorico.interno.gov.it. |                                             |        |        |       |                |                  |

Template:Navbox